# Amiina
Amiina är en isländsk musikgrupp.
Gruppen bildades 1996 som "Classical String Quartet Anima", men bytte senare namn till Amiina, eftersom de slutade vara enbart en klassisk stråkkvartett. Numera kan man höra dem spela på allt från de vanliga stråkinstrumenten till glas, såg, med mera.
Fram till 1999 spelade Amiina med olika popband både live och i studio. Då kontaktades de av Sigur Rós och de har sedan dess varit något av deras kompgrupp. På Sigur Rós-skivan ( ) från 2002 har Amiina skrivit alla stråkarrangemang, som de också spelar. 
2004 släppte Amiina debut-EP:n AnimaminA.
Under 2005 har de turnerat med Sigur Rós, som förband och kompgrupp. 
En uppföljare till debut-EP:n kom 2006 när singeln Seoul gavs ut, innehållande låtar som framförts under ett flertal konserter.

## Medlemmar
- María Huld Markan – violin
- Hildur Arsûlsdóttir – violin
- Edda Rún Olafsdóttir – viola
- Sólrún Sumarliðadóttir – cello
- Magnús Trygvason Eliassen – trummor
- Kippi Kaninus (Guðmundur Vignir Karlsson) – elektroniska instrument

## Diskografi
Studioalbum
- 2007 – Kurr
- 2010 – Puzzle

EP
- 2005 – AnimaminA
- 2009 – Re Minore
- 2013 – The Lighthouse Project

Singlar
- 2006 – "Seoul"
- 2008 – "Hilli "At The Top Of The World" / Leather and Lace" (med Lee Hazlewood)
- 2010 – "Over & Again"
- 2010 – "What Are We Waiting For?"